# Natalina Lupino
Nathalie Lupino, detta Natalina (Valenciennes, 13 giugno 1963), è un'ex judoka francese.

## Palmarès
- Giochi olimpici

Barcellona 1992: bronzo nei +72 kg.